# Bob Murray
Robert Frederick "Bob" Murray, född 26 november 1954, är en kanadensisk idrottsledare och befattningshavare samt före detta professionell ishockeyback. Han var senast general manager för Anaheim Ducks i National Hockey League (NHL) och president för ishockeyverksamheten för San Diego Gulls i American Hockey League (AHL).

## Spelare
Bob Murray spelade 15 säsonger i NHL, där han spelade för Chicago Black Hawks/Blackhawks. Han producerade 514 poäng (132 mål och 382 assists) samt drog på sig 873 utvisningsminuter på 1 008 grundspelsmatcher. Han spelade också för Dallas Black Hawks i Central Hockey League (CHL); Saginaw Hawks i International Hockey League (IHL) samt Cornwall Royals i Ligue de hockey junior majeur du Québec (LHJMQ).
Murray draftades av Black Hawks i tredje rundan i 1974 års draft som 52:a spelare totalt.

### Statistik
| 1971–1972    | Cornwall Royals     | LHJMQ        | 62   | 14  | 49  | 63  | 88  | 16  | 2  | 6  | 8  | 18  |
| 1972–1973    | Cornwall Royals     | LHJMQ        | 32   | 9   | 26  | 35  | 34  | 12  | 1  | 21 | 22 | 43  |
| 1973–1974    | Cornwall Royals     | LHJMQ        | 63   | 23  | 76  | 99  | 88  | 5   | 0  | 6  | 6  | 6   |
| 1974–1975    | Dallas Black Hawks  | CHL          | 75   | 14  | 43  | 57  | 130 | 10  | 2  | 6  | 8  | 13  |
| 1975–1976    | Chicago Black Hawks | NHL          | 64   | 1   | 2   | 3   | 44  | —   | —  | —  | —  | —   |
| 1976–1977    | Chicago Black Hawks | NHL          | 77   | 10  | 11  | 21  | 71  | 2   | 0  | 1  | 1  | 2   |
| 1977–1978    | Chicago Black Hawks | NHL          | 70   | 14  | 17  | 31  | 41  | 4   | 1  | 4  | 5  | 2   |
| 1978–1979    | Chicago Black Hawks | NHL          | 79   | 19  | 32  | 51  | 38  | 4   | 1  | 0  | 1  | 6   |
| 1979–1980    | Chicago Black Hawks | NHL          | 74   | 16  | 34  | 50  | 60  | 7   | 2  | 4  | 6  | 6   |
| 1980–1981    | Chicago Black Hawks | NHL          | 77   | 13  | 47  | 60  | 93  | 3   | 0  | 0  | 0  | 2   |
| 1981–1982    | Chicago Black Hawks | NHL          | 45   | 8   | 22  | 30  | 48  | 15  | 1  | 6  | 7  | 16  |
| 1982–1983    | Chicago Black Hawks | NHL          | 79   | 7   | 32  | 39  | 73  | 13  | 2  | 3  | 5  | 10  |
| 1983–1984    | Chicago Black Hawks | NHL          | 78   | 11  | 37  | 48  | 78  | 5   | 3  | 1  | 4  | 6   |
| 1984–1985    | Chicago Black Hawks | NHL          | 80   | 5   | 38  | 43  | 56  | 15  | 3  | 6  | 9  | 20  |
| 1985–1986    | Chicago Black Hawks | NHL          | 80   | 9   | 29  | 38  | 75  | 3   | 0  | 2  | 2  | 0   |
| 1986–1987    | Chicago Blackhawks  | NHL          | 79   | 6   | 38  | 44  | 80  | 4   | 1  | 0  | 1  | 4   |
| 1987–1988    | Chicago Blackhawks  | NHL          | 62   | 6   | 20  | 26  | 44  | 5   | 1  | 3  | 4  | 2   |
| 1988–1989    | Chicago Blackhawks  | NHL          | 15   | 2   | 4   | 6   | 27  | 16  | 2  | 3  | 5  | 22  |
|              | Saginaw Hawks       | IHL          | 18   | 3   | 7   | 10  | 14  | —   | —  | —  | —  | —   |
| 1989–1990    | Chicago Blackhawks  | NHL          | 49   | 5   | 19  | 24  | 45  | 16  | 2  | 4  | 6  | 8   |
| NHL totalt   | NHL totalt          | NHL totalt   | 1008 | 132 | 382 | 514 | 873 | 112 | 19 | 37 | 56 | 106 |
| LHJMQ totalt | LHJMQ totalt        | LHJMQ totalt | 157  | 46  | 151 | 197 | 210 | 33  | 3  | 33 | 36 | 67  |

## Ledare
Efter den aktiva spelarkarriären blev Murray anställd som chef för spelarpersonalen för Blackhawks, han var på positionen fram till 1994 när han blev utsedd som assisterande general manager till Blackhawks general manager Bob Pulford. År 1997 avgick Pulford som general manager och Murray blev ersättaren. Bara två år senare blev Murray ersatt av Pulford. Murray fick dock omgående ett arbete som talangscout för Mighty Ducks of Anaheim, det varade dock bara en kort tid innan han fick ett liknande arbete hos Vancouver Canucks. År 2005 återvände han till Mighty Ducks och utsågs till senior chef för ishockeyverksamheten samt general manager för Mighty Ducks farmarlag Portland Pirates i AHL. Året efter bytte Mighty Ducks namn till Anaheim Ducks och laget gick hela vägen och vann Stanley Cup. År 2008 fick Ducks ett nytt farmarlag i Iowa Chops och Murray blev general manager för dem. Den 12 november blev Murray befordrad till att ta över rollerna exekutiv chef för ishockeyverksamheten och general manager för Ducks efter att Brian Burke lämnade laget. Han var assisterande general manager för Kanadas herrlandslag vid världsmästerskapet i ishockey för herrar 2011. År 2014 blev han framröstad till att vara NHL:s bästa general manager när han vann utmärkelsen NHL General Manager of the Year Award. Året därpå blev han utsedd som president för ishockeyverksamheten för farmarlaget San Diego Gulls i AHL. År 2016 återvände Murray till Kanadas herrlandslag och var assisterande general manager när Kanada deltog i årets upplaga av World Cup, där Kanada bärgade guldmedaljen. Den 10 februari 2019 meddelade Ducks och Murray att deras tränare Randy Carlyle skulle få sparken och Murray beslutade att inte ta in en ersättare utan ställde sig själv bakom bänken och blev tränare för resten av säsongen. Den 17 juni avsade Murray sina tränarsysslor och befordrade San Diego Gulls tränare Dallas Eakins till att träna Ducks.

### Tränarstatistik
| Lag           | Säsong    | Grundserie | Grundserie | Grundserie | Grundserie        | Grundserie | Grundserie    | Slutspel          |  |
| Lag           | Säsong    | Matcher    | Vinster    | Förluster  | Övertidsförluster | Poäng      | Placering     | Resultat          |  |
| ------------- | --------- | ---------- | ---------- | ---------- | ----------------- | ---------- | ------------- | ----------------- |  |
| Anaheim Ducks | 2018–2019 | 26         | 14         | 11         | 1                 | 29         | 6:e i Pacific | Missade slutspel. |  |
| Totalt        | Totalt    | 26         | 14         | 11         | 1                 | 29         |               |                   |  |